# Walter Kabel
Walter Kabel (* 30. Januar 1927 in Hamburg; † 8. September 1997 in München) war ein deutscher (Kabarett-)Pianist und Komponist.

## Biografie

### Ausbildung und erste Schritte
Er besuchte die Musikschule in Hamburg (Abschluss: Musikpädagoge) und studierte Komposition bei Ernst-Gernot Klußmann. Kabel begleitete das Studenten-Kabarett „Die Amnestierten“, danach bei Peter Ahrweiler im Rendezvous in Hamburg.

### Lach- und Schießgesellschaft
Ursula Noack folgte er 1959 zur Münchner Lach- und Schießgesellschaft, wo er bis 1983 als Komponist tätig war. Ursula Noack und Walter Kabel heirateten 1967.

### Weiteres
Er komponierte und begleitete Katja Ebstein, Edith Hancke, Beate Hasenau, Trude Hesterberg, Topsy Küppers, Ursula Noack, Margot Werner, Hanne Wieder sowie Michael Heltau und Werner Schneyder.
Seine letzte Ruhestätte befindet sich im Familiengrab auf dem Waldfriedhof von Grasbrunn (Gemeindeteil Neukeferloh) bei München.

## Auszeichnungen
- 1981 Schwabinger Kunstpreis